# Districtul Banatul de Sud
Districtul Banatul de Sud (în sârbă Juzno-Banatski okrug) este un district care se întinde peste partea de sud-est a Voivodinei, în Serbia.

## Localități

#### Comuna Alibunar
- Alibunar (maghiară Alibunár, germană Alisbrunn)
- Banatski Karlovac (maghiară Nagykárolyfalva, germană Karlsdorf)
- Dobrica (maghiară Kevedobra, germană Dobritza)
- Ilanđža (maghiară Iloncz, germană Ilandscha)
- Janošik (slovacă Janošík, maghiară Újsándorfalva)
- Sân Mihai (sârbă Lokve, maghiară Végszentmihály)
- Nicolinț (sârbă Nikolinci, maghiară Temesmiklós, germană Nikolinzi)
- Novi Kozjak (maghiară Ferdinándfalva, germană Ferdinandsdorf)
- Seleuș (sârbă Seleuš, maghiară Keviszőllős, germană Selleusch)
- Vladimirovăț (sârbă Vladimirovac, maghiară Petre, germană Petersdorf)

#### Comuna Bela Crkva
- Banatska Palanka (maghiară Palánk, Temespalánka, germană Neu-Palanka und Alt-Palanka)
- Banatska Subotica (maghiară Krassószombat)
- Biserica Albă (sârbă Bela Crkva, maghiară Fehértemplom, germană Weißkirchen)
- Crvena Crkva (maghiară Vöröstemplom, germană Rothkirchen)
- Češko Selo (maghiară Csehfalva)
- Grebenaț (sârbă Grebenac, maghiară Gerebenc, germană Grebenatz)
- Dobričevo (maghiară Udvarszállás)
- Dupljaja (maghiară Temesváralja, germană Duplay)
- Jasenovo (maghiară Karasjeszenő, germană Jasenau)
- Kajtasovo (maghiară Gajtas)
- Kaluđerovo (maghiară Szőllőhegy, germană Rebenberg)
- Kruščica (maghiară Körtéd, germană Kruschtschitz)
- Kusić (maghiară Kussics, germană Kuschitz)
- Vračevgaj (maghiară Varázsliget)

#### Comuna Kovačica
- Crepalja sau Crepaja (maghiară Cserépalja)
- Debeljača (maghiară Torontálvásárhely, germană Debeljatscha)
- Idvor (maghiară Torontáludvar, germană Idwor)
- Covăcița (sârbă Kovačica, maghiară Antalfalva, germană Kowatschitza)
- Padina (maghiară Nagylajosfalva, germană Ludwigsdorf)
- Putnikovo (maghiară Torontálputnok)
- Samoš (maghiară Számos, germană Samosch)
- Uzdin (maghiară Újozora, germană Uzdin)

#### Comuna Kovin
- Bavanište (maghiară Bálványos, Homokbálványos, germană Bawanischte)
- Deliblata (sârbă Deliblat, maghiară Deliblát, germană Deliblat)
- Dubovac (maghiară Dunadombó, germană Dubowatz)
- Gaj (maghiară Gálya, germană Galja)
- Cuvin (sârbă Kovin, maghiară Kevevára, germană Kubin)
- Malo Bavanište (maghiară Kisbálványos)
- Mramorac (sârbă Mramorak, maghiară Homokos, germană Mramorak)
- Pločica (maghiară Kevepallós, germană Ploschitz)
- Skorenovac (maghiară Székelykeve, germană Skorenowatz)
- Šumarak (maghiară Emánueltelep, germană Schumarak)

#### Comuna Opovo
- Baranda (maghiară Baranda)
- Opovo (maghiară Ópáva, germană Königsdorf)
- Sakule (maghiară Torontálsziget)
- Sefkerin (maghiară Szekerény)

#### Comuna Pančevo
- Banatski Brestovac (maghiară Bersztóc, germană Rustendorf)
- Satu Nou (sârbă Banatsko Novo Selo, maghiară Révújfalu, germană Banater Neudorf)
- Doloave (sârbă Dolovo, maghiară Dolova, germană Dolowa)
- Glogoni (sârbă Glogonj, maghiară Galagonyás, germană Glogau)
- Ivanovo (maghiară Sándoregyháza, germană Alexanderkirchen)
- Iabuca (sârbă Jabuka, maghiară Torontálalmás, germană Apfeldorf)
- Kačarevo (maghiară Ferenchalom, germană Franzfeld)
- Omolița (sârbă Omoljica, maghiară Omlód, germană Homolitz)
- Panciova (sârbă Pančevo, maghiară Pancsova, germană Pantschowa)
- Starčevo (maghiară Tárcsó, germană Startschowa)
- Vojlovica (maghiară Hertelendyfalva, germană Vojlowitz)

#### Comuna Plandište
- Banatski Sokolac (maghiară Biószeg)
- Sân Ianăș (sârbă Barice, maghiară Szentjános, germană Sankt-Johann)
- Dužine (maghiară Szécsénfalva, germană Setschanfeld)
- Hajdučica (maghiară Istvánvölgy, germană Heideschüte)
- Jermenovci (maghiară Ürményháza, germană Ürmenhausen)
- Kupinik (maghiară Balát)
- Laudonovac (maghiară Laudontanya)
- Mărghita (sârbă Margita, maghiară Nagymargita)
- Markovićevo (maghiară Torontálújfalu, germană Markowitschewo)
- Miletićevo (maghiară Rárós)
- Plandiște (sârbă Plandište, maghiară Zichyfalva, germană Zichydorf)
- Stari Lec (maghiară Óléc, germană Alt Letz)
- Velika Greda (maghiară Györgyháza, germană Georgshausen)
- Veliki Gaj (maghiară Nagygáj, germană Groß Gaj)

#### Comuna Vršac
- Gudurica (maghiară Temeskutas, germană Kudritz)
- Izbište (maghiară Izbiste, germană Izbischte)
- Jablanka (maghiară Almád)
- Coștei (sârbă Kuštilj, maghiară Mélykastély, germană Kuschtilj)
- Jamu Mic (sârbă Mali Zam, maghiară Kiszsám, germană Kleinscham)
- Srediștea Mică (sârbă Malo Središte, maghiară Kisszered, germană Klein-Sredischte)
- Marcovăț (sârbă Markovac, maghiară Márktelke)
- Mesici (sârbă Mesić, maghiară Meszesfalva, germană Mesitsch)
- Oreșaț (sârbă Orešac, maghiară Homokdiód)
- Pavliš (maghiară Temespaulis, germană Temesch Paulisch)
- Parta (maghiară Párta)
- Potporanj (maghiară Porány)
- Râtișor (sârbă Ritiševo, maghiară Réthely, germană Ritischevo)
- Sălcița (sârbă Sočica, maghiară Temesszőllős, germană Sotschitza)
- Straja (sârbă Straža, maghiară Temesőr, germană Lagerdorf)
- Uljma (maghiară Homokszil, germană Ulma)
- Šušara (maghiară Fejértelep, germană Sanddorf)
- Vatin (maghiară Versecvát, germană Wattin)
- Veliko Središte (maghiară Nagyszered, germană Groß-Sredischte)
- Vlaicovăț (sârbă Vlajkovac, maghiară Temesvajkóc, germană Wlajkowatz)
- Voivodinț (sârbă Vojvodinci, maghiară Vajdalak, germană Wojwodintz)
- Vârșeț (sârbă Vršac, maghiară Versec, germană Hennemannstadt sau Werschetz)
- Vršacki Ritovi (maghiară Verseci Rétek)
- Zagajica (maghiară Fürjes)

## Populație
Districtul are o populație de 313.937 locuitori (2002) și o suprafață de 4.245 km². Este locuit atât de sârbi (70,2%, 220.641) cât și de români (6,9%, 21.618), unguri (4,9%, 15.444) și slovaci (4,8%, 15.212). 

## Reședința
Reședința districtului este Panciova.

## Cultură
Panciova se remarcă prin numeroasele sale instituții culturale: Librăria Națională Veljko Vlahovic, Arhivele Istorice și Institutul pentru Protecția Monumentelor Culturale.
Monumente culturale remarcabile din această regiune sunt: Mănăstirea Vojlovica, construită în 1405, Biserica Adormirii Maicii Domnului și Biserica Schimbarea la Față construită în 1811 și Muzeul Național, construit în 1833.
În apropierea satului Grebenaț sunt ruinele unei cetăți dacice numite Jidova (https://adevarul.ro/locale/timisoara/istoria-singurei-cetati-dacice-serbia-stie-despre-modul-fost-cucerita-jidova-romani-1_558faa2f6471c92e06a7c7cd/index.html)

## Economie
În această regiune modernă, industrială se află Rafinăria de Petrol Panciova, Plantațiile de Îngrășăminte Azotara și Petrochimia Panciova.